# Sopa de leche
La sopa de leche es un tipo de sopa salada o dulce a base de leche y productos de grano o de harina (arroz, cualquier grañón, cereales, tapioca, picatostes, pasta o bolas de masa), es muy conocida en Polonia. En algunos hogares se sirve con un bollo cortado, entonces se llama bollo en leche. Del mismo modo, cuando la sopa de leche se sirve con arroz, el plato se llama arroz en leche. De los grañones, los más populares son los pequeños, es decir, la farina, la sémola, el trigo sarraceno o la cebada. Los grañones deben cocerse sueltos o semisueltos antes de poner la leche sobre ellos; sólo la farina y la sémola se cuecen directamente en la leche. La sopa espesa de grano de mijo se llama jaglanka y la de copos de avena, owsianka.
Las sopas de leche se consideran un alimento nutritivo (como todos los productos lácteos). En Polonia, la sopa de leche fue durante décadas uno de los platos básicos de los llamados bares de leche. Ellos eran restaurantes baratos, que desaparecieron en gran medida en los años 90 del siglo XX, eso fue provocado por una gran expansión de las cadenas de comida rápida basadas en modelos occidentales (pizzerías, etc.). En Polonia, las sopas de leche son un plato habitual para el desayuno; hoy en día, se trata más bien de cereales en leche fría, mientras que las sopas de leche «tradicionales» son populares en las restauraciones colectivas. Se las prepara durante el desayuno o la cena para los niños, los ancianos y los enfermos. El grañón desleído en leche se sirve a veces como acompañamiento de un segundo plato o como postre.